# Viver sem Ti
"Viver Sem Ti" é um single do grupo de pagode Exaltasamba, extraído do álbum ao vivo que celebra 25 anos de existência do grupo, álbum estipulado Exaltasamba – 25 Anos Ao Vivo. A canção conta com a participação de Mariana Rios.

## Desempenho

### Posições
| Paradas (2011)                     | Melhor posição |
| ---------------------------------- | -------------- |
| Billboard Brasil Hot 100 Airplay   | 1              |
| Billboard Brasil Popular Hot Songs | 4              |